# 데바닷타

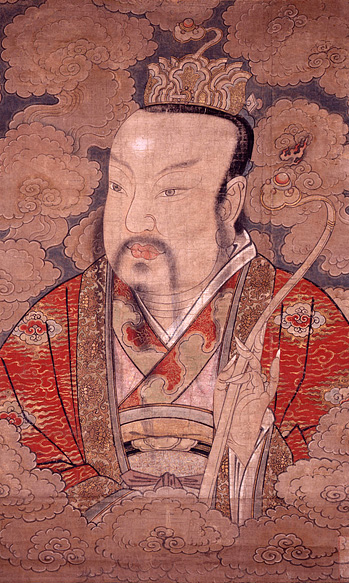

데바닷타(산스크리트어: Devadatta, 음차: 提婆達多·提婆·調婆達·調達, 뜻: 하늘이 내려주다(天授)·하늘의 뜨거움(天熱))는 석가모니의 제자였지만 나중에 석가모니를 배반한 자이다.

## 이름의 유래
제천(諸天)은 그가 태어나고 훗날 3역(逆)의 죄를 범할 것을 예지하고 있었는데, 마음에 뜨거운 번뇌를 일으키는 극악한 자의 모습을 나타냈으므로, 그를 '하늘의 뜨거움(天熱)'이란 뜻을 지닌 이름으로 명명했다고 한다.

## 인물·내력
석가모니의 제자 가운데 한 사람이자 석가의 사촌 형제로서, 다문제일(多聞第一)로 유명했던 아난(阿難)의 형이라는 설이 일반적이다.
그의 친족 및 신변 인물에 대해서는 몇 가지 설이 있는데,
1. Mah.II,Mah.Tika.p.86에는 숫파밧타(Suppabaddha)의 아들이자 밧타캇카나(Bhaddakaccana)의 동생, Mah.II.22에는 석가족의 숫파붓다(Suppabudda)와 아미타(Amita)라는 여인 사이에서 태어났고 석가의 비였던 밧타캇카나의 동생이라 했으며, Dap.A.III.p44에는 숫파붓다의 아들로 야쇼다라(Yasodharaa)의 형제라 하였다.
2. 암리트다나(감로반甘露飯) 왕의 왕자로 아난의 형이었다고도 한다.
3. 드로도다나(고반斛飯) 왕의 왕자로 아난의 형이었는데, 오통(五通)을 얻고 교만에 빠져서 아자타샤트루(아사세(阿闍世)) 왕을 꾀어 그 부왕 빔비사라(빈파사라(頻婆娑羅) 왕)를 유폐시켜 끝내 굶어 죽게 하고, 술에 취한 코끼리를 석가모니가 가는 길에 풀어놓아 석가모니를 죽이도록 획책했다. 푸라나 카사파(부난라가엽(富蘭那迦葉))과는 친교가 있었다는(대지도론(大智度論)) 설. 이것이 널리 알려진 일반적인 설이다.

그는 석가족의 여러 왕자들과 함께 석가불의 제자가 되었지만, 석가에게 '다섯 가지 계율'을 제안했다가 받아들여지지 않자 분파하여 따로 교단을 세웠다고 한다. 그가 석가모니에게 제안한 다섯 가지 계율이란 다음과 같다.
1. 마을과는 멀리 떨어진 숲에서만 살며 촌읍에 들어가는 자에게 죄를 줄 것.
2. 걸식(탁발)를 하는데 집안 사람에게 초대받아 집에 들어가는 자에게 죄를 줄 것.
3. 허름한 옷만을 입고 속인의 옷을 입는 자에게 죄를 줄 것.
4. 나무 밑에서만 앉아 명상해야 하며, 가옥 안에 들어가는 자는 죄를 줄 것.
5. 생선이나 고기, 동물의 젖, 소금을 먹지 말고 그것을 먹는 자는 죄를 줄 것.[1]

또한 그는 삼역죄(三逆罪)를 범하였으므로 산 채로 무간지옥에 떨어졌다. 그가 범했다는 세 가지의 역죄(逆罪)란 다음과 같다.
1. 파화합승(破和合僧): 석가의 교단을 나와 분파활동을 함으로써 교단을 분열시킨 죄.
2. 출불신혈(出佛身血): 산꼭대기에서 큰 돌을 굴려 석가모니의 발가락에 피가 나게 한 죄.
3. 살아라한(殺阿羅漢): 석가모니를 위험하게 하지 말라고 비난하는 연화색비구니(蓮華色比丘尼)를 주먹으로 때려 죽인 죄.[2]

## 불교 안에서 데바닷타의 위치
7세기에 인도를 방문하고 남긴 현장(玄奘)의 《대당서역기(大唐西域記)》제6권에는 데바닷타가 산 채로 지옥에 빠져 들어갔다는 구멍이 실제로 인도에 남아 있었다는 것, 또 벵골 지방에서 후기까지 데바닷타파의 교단이 존재하고 있었고, 세 가람을 중시하며 우유나 타락죽 같은 것은 입에도 대지 말라는 데바닷타의 유훈을 준수하였으며, 과거 7불 가운데서도 유독 석가모니만을 제외한 현겁삼불(賢劫三佛)을 신봉하고 있었던 것, 등이 기록되어 있다. 현장보다 앞서 서역을 방문했던 승려 법현(法顯)도, 5세기에 네팔 국경 근처에서 데바닷타파의 교단과 만난 사실을 《불국기(佛國記)》에 적고 있다. 이들 기술로부터 데바닷타파는 석가모니를 부처로서 인정하지 않고 다소 대립하고 있었음을 알 수 있다.
《증일아함경(增一阿含經)》에는 데바닷타가 역죄를 범하는 모습과 함께 그의 최후에 대해서도 상세히 기술되어 있다. 소위 '세 가지 역죄'를 저지르고, 데바닷타는 자신의 손톱에 독을 묻혀 그것으로 석가모니를 죽이려 했지만, 그 순간 땅속에서 화염의 폭풍이 일어 그를 지옥으로 끌어 내렸다. 폭풍에 휘말리는 찰나에 그는 후회하며 "나무불(南無佛)"이라 외쳤지만 그마저도 소용없었고 지옥의 가장 최하층인 아비지옥(阿鼻地獄)에 떨어졌다. 현재도 그는 현겁 중에는 아비지옥에서 고통받고 있지만, 그 뒤 사천왕(四天王)으로 태어나고 몇 번의 환생을 거듭하여 다시 천상에 차차 올라가, 마지막에는 인간계(人間界)에 태어나고 지옥으로 떨어지기 외쳤던 '나무(南無)'의 외침대로 벽지불(辟支佛, 연각緣覺)이 된다.
또한 《법화경(法華經)》 제파달다품(提婆達多品) 제12에서는 데바닷타가 사실은 석가모니의 전세불에게 《법화경》을 가르친 무비선인(無比仙人)이었으며, 그 선업(善業)으로 비록 지금은 지옥에 떨어져 있지만 오랜 시간을 거친 뒤에는 천왕여래(天王如來)가 될 것이라고 말하고 있다.

## 같이 보기
- 법화경